# Йордан Върбанов (художник)
Вижте пояснителната страница за други личности с името Йордан Върбанов.
Йордан Върбанов е български художник, роден през 1948 година в село Джулюница, област Велико Търново.

## Биография
Още от дете Йордан Йорданов се впечатлява от красотата и спокойствието на селския бит. Опитва да изразява впечатленията си с рисунки и желание за усъвършенстване на уменията.
След като завършва основното си образование, е приет в художествен техникум, специалност „Скулптура“ в с. Кунино. После учи в Института за прогимназиални учители „по“ изобразително изкуство в Дупница. Продължава образованието си в Софийския университет „Климент Охридски“, специалност Педагогика.
Професионалният му и творчески път продължава като учител по изобразително изкуство и директор на училище първоначално в с. Горско Ново село, после в Джулюница.
Интересен факт, свързан с историята на българската литература, е, че в същото село от 1870 до 1942 г. е живял и творил поетът учител Цони Калчев, автор на колоритните български стихотворения „Сладкопойна чучулига“, „Пей ми славею чудесни“, „Детенце хубвао, ...пиленце любаво“ и много други разкази, приказки и басни.
Йордан Върбанов рисува предимно селски пейзажи, с изключително характерен собствен стил. Повечето от творбите му са спонтанно рисувани в часовете по изобразително изкуство като демонстрация на техники пред децата.